# Луїфер Ернандес
Луїфер Енріке Ернандес Кінтеро (ісп. Luifer Enrique Hernández Quintero, нар. 28 квітня 2001) — венесуельський футболіст, нападник клубу «Полісся» (Житомир). Ернандес також грав за збірну Венесуели з футболу до 23 років .

## Клубна кар'єра
Випускник молодіжної академії клубу «Академія Пуерто Кабельйо». Ернандес дебютував за клуб на дорослому рівні 9 травня 2018 року в грі проти клубу «Монагас» (1:0). Він зіграв у 3 іграх чемпіонату того року та 4 іграх у сезоні 2019. У сезоні 2020 він вийшов у 12 іграх чемпіонату і забив свої перші чотири голи, перший з яких проти «Атлетіко Венесуели» (2:2) 25 жовтня і з наступного сезону виріс у основного гравця команди. Загалом провів за команду 111 ігор у чемпіонаті, забивши 36 голів.
12 березня 2024 року перейшов у «Полісся» (Житомир). 16 березня дебютував за український клуб в матчі Прем'єр-ліги проти «Оболоні» (0:1), вийшовши на заміну на 68 хвилині замість Артема Козака.

## Виступи за збірну
На рахунку Луїфера також п'ять поєдинків за збірну Венесуели U-23, у яких він забив один м'яч.